# Narodni park vulkana Poás
Narodni park vulkana Poás (špansko Parque Nacional Volcán Poás) je narodni park v Kostariki, ki pokriva površino približno 65 kvadratnih kilometrov; vrh je 2700 metrov visoko. Ustanovljen je bil 25. januarja 1971. Odvisno od pogojev se lahko obiskovalci sprehodijo vse do roba glavnega kraterja, vendar so 13. aprila 2017 park zaprli za obiskovalce zaradi eksplozivne erupcije 12. aprila zvečer. Zaradi nadaljnjih izbruhov, tudi na veliko noč 16. aprila, je bil park zaprt do avgusta 2018.
V preteklih letih je bil park pogosto zaprt za obiskovalce zaradi varnostnih ukrepov zaradi izpustov vodne pare in žveplove kisline. Status parka se lahko spremeni, potencialni obiskovalci naj preverijo trenutno stanje v parku. Vulkan Poás je septembra 2019 dvakrat na kratko izbruhnil.
Vulkan je v osrednjem ohranitvenem območju v provinci Alajuela blizu pacifiške obale Kostarike, ki obsega območje okoli vulkana Poás. Glavni krater je širok 290 metrov in je precej aktiven s pogostimi majhnimi izbruhi gejzirjev in lave, vendar so bili zadnji večji izbruhi v letih 1952–54. Še dva kraterja sestavljata dele parka, izumrli krater Von Frantzuis in krater Botos. Botoško jezero je čudovito kratersko jezero s hladno, zeleno vodo in premerom 370 metrov. Krater Botos ni izbruhnil že približno 7500 let. Dobro označene poti vodijo do dveh neaktivnih kraterjev, če razmere to dopuščajo.

## Flora in favna
V parku so številne divje rastlinske (Magnolia poasana) in živalske vrste, kot so vrste ptic, kot je glinasti drozg (Turdus grayi), črni guan (Chamaepetes unicolor), sijajni kvecal in vrstami kolibrijev, tanagerjev, muharjev in tukanov. Sesalci v parku so kojot, zajci in svizci.